# Guengat
Guengat (tiếng Breton: Gwengad) là một xã của tỉnh Finistère, thuộc vùng Bretagne, miền tây bắc Pháp.

## Dân số
Người dân ở Guengat được gọi là Guengatais.